# Japewia subaurifera
Japewia subaurifera är en lavart som beskrevs av Lars-Erik Muhr och Tor Tønsberg. Japewia subaurifera ingår i släktet Japewia, och familjen Ramalinaceae. Arten är reproducerande i Sverige.